# Langues à la Dominique
L'anglais est la langue officielle de la Dominique et pourtant une grande majorité de la population (80 % des citoyens) parle le créole dominiquais, à base de français. La Dominique est devenue membre de l'Organisation internationale de la francophonie en décembre 1979.

## Dans la vie courante
Le créole dominiquais, créole à base lexicale française est une variété du créole antillais. Le créole dominiquais est pratiquement identique, d'un point de vue tant syntaxique, lexical que grammatical au créole guadeloupéen (la seule différence notable portant sur la présence fréquente de nombreux mots d'emprunt anglais) et au créole saint-lucien. Quelques villages du nord utilisent le « kokoy » qui est pour sa part un créole à base lexicale anglaise.

## Sur Internet
|  | 97 |

|  | 3 |

|  | 96 |

|  | 4 |

| Rang | Langue  |
| ---- | ------- |
| 1    | Anglais |